# Пиатра (Дражна де Сус)
Пиатра (рум. Piatra) насеље је у Румунији у округу Прахова у општини Дражна де Сус. Oпштина се налази на надморској висини од 357 m.

## Становништво
Према подацима из 2011. године у насељу је живело 44 становника.